# 7752 Otauchunokai
7752 Otauchunokai este un asteroid din centura principală de asteroizi.

## Descriere
7752 Otauchunokai este un asteroid din centura principală de asteroizi. A fost descoperit pe 31 octombrie 1988 la Ojima de Tsuneo Niijima și Kiyotaka Kanai. Asteroidul prezintă o orbită caracterizată de o semiaxă mare de 2,30 ua, o excentricitate de 0,15 și o înclinație de 3,8° în raport cu ecliptica.